# Philodromus digitatus
Philodromus digitatus är en spindelart som beskrevs av Yang, Zhu och Song 2005. Philodromus digitatus ingår i släktet Philodromus och familjen snabblöparspindlar. Inga underarter finns listade i Catalogue of Life.